# Lista siturilor arheologice din județul Vrancea - F
Lista siturilor arheologice din județul Vrancea - F conține toate siturile arheologice din județul Vrancea înscrise în Repertoriul Arheologic Național (RAN) și aflate în localități al căror nume începe cu litera F. RAN este administrat de Ministerul Culturii și Patrimoniului Național și cuprinde date științifice, cartografice, topografice, imagini și planuri, precum și orice alte informații privitoare la zonele cu potențial arheologic, studiate sau nu, încă existente sau dispărute.
Puteți căuta un sit din localitățile care încep cu litera F folosind formularul de mai jos sau puteți naviga prin toate siturile din județ la Lista siturilor arheologice din județul Vrancea.
| Cod RAN                                    | Denumire | Localitate                        | Adresă                                              | Datare                                  | Descoperit | Coordonate                                    | Imagine           | Erori            |
| ------------------------------------------ | --- | --------------------------------- | --------------------------------------------------- | --------------------------------------- | ---------- | --------------------------------------------- | ----------------- | ---------------- |
| 178714.01.01 (Cod LMI: VN-I-m-B-06374.02)  | Situl arheologic de la Faraoanele - "Valea Oalelor" / ansamblu anonim (Categorie: locuire civilă) (Tip: Așezare)                                                                   | sat Faraoanele, comuna Vârteșcoiu | Valea Oalelor                                       | Cucuteni - A                            |            |                                               | Încărcați imagine | Raportați eroare |
| 178714.01.02 (Cod LMI: VN-I-m-B-06374.01)  | Situl arheologic de la Faraoanele - "Valea Oalelor" / ansamblu anonim (Categorie: locuire civilă) (Tip: Așezare)                                                                   | sat Faraoanele, comuna Vârteșcoiu | Valea Oalelor                                       | Horodiștea - Foltești                   |            |                                               | Încărcați imagine | Raportați eroare |
| 178714.02.01 (Cod LMI: VN-I-s-B-06375)     | Situl arheologic de la Faraoanele - "Curături" / ansamblu anonim (Categorie: locuire civilă) (Tip: Așezare)                                                                        | sat Faraoanele, comuna Vârteșcoiu | Curături                                            | Cucuteni                                |            |                                               | Încărcați imagine | Raportați eroare |
| 178714.02.02 (Cod LMI: VN-I-s-B-06375)     | Situl arheologic de la Faraoanele - "Curături" / ansamblu anonim (Categorie: locuire civilă) (Tip: Așezare)                                                                        | sat Faraoanele, comuna Vârteșcoiu | Curături                                            | Monteoru                                |            |                                               | Încărcați imagine | Raportați eroare |
| 176169.01.01 (Cod LMI: VN-I-m-B-06376.03)  | situl arheologic de la Fitionești - "Măriuța Petre" / ansamblu anonim (Categorie: locuire civilă) (Tip: Așezare)                                                                   | sat Fitionești, comuna Fitionești | Măriuța Petre                                       | Cucuteni - A, B                         |            |                                               | Încărcați imagine | Raportați eroare |
| 176169.01.02 (Cod LMI: VN-I-m-B-06376.02)  | situl arheologic de la Fitionești - "Măriuța Petre" / ansamblu anonim (Categorie: locuire civilă) (Tip: Așezare)                                                                   | sat Fitionești, comuna Fitionești | Măriuța Petre                                       | Monteoru                                |            |                                               | Încărcați imagine | Raportați eroare |
| 176169.01.04 (Cod LMI: VN-I-m-B-06376.01)  | situl arheologic de la Fitionești - "Măriuța Petre" / ansamblu anonim (Categorie: locuire civilă) (Tip: Așezare)                                                                   | sat Fitionești, comuna Fitionești | Măriuța Petre                                       | Noua                                    |            |                                               | Încărcați imagine | Raportați eroare |
| 174753.03.01                               | Biserica Donie din Focșani / ansamblu anonim (Categorie: structură de cult/religioasă) (Tip: Biserică)                                                                             | municipiul Focșani                | str. Maior Gh. Pastia, nr. 12, punct Biserica Donie | sec. XVII - XVIII                       |            |                                               | Încărcați imagine | Raportați eroare |
| 174753.03.02                               | Biserica Donie din Focșani / ansamblu Biserica actuală (Categorie: structură de cult/religioasă) (Tip: Biserică)                                                                   | municipiul Focșani                | str. Maior Gh. Pastia, nr. 12, punct Biserica Donie | prima jumătate a secolului al XVIII-lea |            |                                               | Încărcați imagine | Raportați eroare |
| 174753.04.01 (Cod LMI: VN-II-m-A-06485.01) | Biserica cu hramul "Sf. Împărați" din Focșani / ansamblu Biserica "Sf. Împărați Constantin și Elena" (Categorie: structură de cult/religioasă) (Tip: biserică)                     | municipiul Focșani                | Bd. Unirii 22-24, punct Biserica Sf. Împărați       | sec. XVIII                              |            |                                               | Încărcați imagine | Raportați eroare |
| 174753.04.02 (Cod LMI: VN-II-m-A-06485.02) | Biserica cu hramul "Sf. Împărați" din Focșani / ansamblu anonim (Categorie: structură de cult/religioasă) (Tip: Zid de incintă)                                                    | municipiul Focșani                | Bd. Unirii 22-24, punct Biserica Sf. Împărați       | sec. XVIII                              |            |                                               | Încărcați imagine | Raportați eroare |
| 174753.05.01 (Cod LMI: VN-II-m-A-06411)    | Biserica "Sf. Nicolae" - Vechi de la Focșani / ansamblu Biserica "Sf. Nicolae" - Vechi (Categorie: structură de cult/religioasă) (Tip: Biserică)                                   | municipiul Focșani                | str. Cotești 1                                      | 1713 - 1716                             |            |                                               | Încărcați imagine | Raportați eroare |
| 174753.08.01 (Cod LMI: VN-II-m-A-06447.01) | Biserica "Proorocul Samuil" de la Focșani / ansamblu Biserica "Proorocul Samuil" (Categorie: structură de cult/religioasă) (Tip: Biserică)                                         | municipiul Focșani                | str. Mare a Unirii 6                                | 1756                                    |            |                                               | Încărcați imagine | Raportați eroare |
| 174753.08.02 (Cod LMI: VN-II-m-A-06447.02) | Biserica "Proorocul Samuil" de la Focșani / ansamblu anonim (Categorie: structură de cult/religioasă) (Tip: Zid de incintă)                                                        | municipiul Focșani                | str. Mare a Unirii 6                                | 1789                                    |            |                                               | Încărcați imagine | Raportați eroare |
| 174753.09.01 (Cod LMI: VN-II-m-B-06427)    | Biserica "Sf. Dumitru" de la Focșani / ansamblu Biserica "Sf. Dumitru" (Categorie: structură de cult/religioasă) (Tip: Biserică)                                                   | municipiul Focșani                | str. Eroilor 3                                      | 1696 - 1700                             |            |                                               | Încărcați imagine | Raportați eroare |
| 174753.0601                                | Complexul monahal Sf. Ioan Botezătorul de la Focșani-Grădina Publică / ansamblu anonim (Categorie: structură de cult/religioasă) (Tip: Așezare urbană)                             | municipiul Focșani                | Piața Unirii, nr. 3, punct Grădina Publică          |                                         |            | 45°41′45″N 27°11′09″E / 45.69584°N 27.18583°E | Încărcați imagine | Raportați eroare |
| 174753.06.02                               | Complexul monahal Sf. Ioan Botezătorul de la Focșani-Grădina Publică / ansamblu anonim (Categorie: structură de cult/religioasă) (Tip: Construcție)                                | municipiul Focșani                | Piața Unirii, nr. 3, punct Grădina Publică          | sec. XVII - XIX                         |            | 45°41′45″N 27°11′09″E / 45.69584°N 27.18583°E | Încărcați imagine | Raportați eroare |
| 174753.06.03                               | Complexul monahal Sf. Ioan Botezătorul de la Focșani-Grădina Publică / ansamblu anonim (Categorie: structură de cult/religioasă) (Tip: necropola)                                  | municipiul Focșani                | Piața Unirii, nr. 3, punct Grădina Publică          |                                         |            | 45°41′45″N 27°11′09″E / 45.69584°N 27.18583°E | Încărcați imagine | Raportați eroare |
| 174753.10.01                               | Necropola medievală de la Focșani-Gologani / ansamblu anonim (Categorie: descoperire funerară) (Tip: necropola)                                                                    | municipiul Focșani                | Gologani                                            |                                         |            |                                               | Încărcați imagine | Raportați eroare |
| 174753.11                                  | Tezaurul medieval de podoabe de la Focșani-Movila Turcului (Categorie: depozit/tezaur) (Tip: tezaur)                                                                               | municipiul Focșani                | Movila Turcului                                     | sec. XVII, sec. XIX                     |            |                                               | Încărcați imagine | Raportați eroare |
| 174753.11.01                               | Tezaurul medieval de podoabe de la Focșani-Movila Turcului / ansamblu anonim (Categorie: depozit/tezaur) (Tip: tezaur)                                                             | municipiul Focșani                | Movila Turcului                                     | sec. XVII                               |            |                                               | Încărcați imagine | Raportați eroare |
| 174753.12.01                               | Depozitul medieval de vase de la Focșani-Școala economică / ansamblu anonim (Categorie: depozit/tezaur) (Tip: Depozit)                                                             | municipiul Focșani                | Școala economică                                    |                                         |            |                                               | Încărcați imagine | Raportați eroare |
| 174753.12.02                               | Depozitul medieval de vase de la Focșani-Școala economică / ansamblu anonim (Categorie: depozit/tezaur) (Tip: cuptoare de ars ceramică)                                            | municipiul Focșani                | Școala economică                                    |                                         |            |                                               | Încărcați imagine | Raportați eroare |
| 174753.13.01                               | Orașul medieval de la Focșani- Punct Școala generală nr.4 / ansamblu Orașul medieval (Categorie: locuire civilă) (Tip: așezare)                                                    | municipiul Focșani                | Școala generală nr.4                                |                                         |            |                                               | Încărcați imagine | Raportați eroare |
| 174753.02.01                               | Biserica "Sf. Gheorghe" (Biserica armenească) de la Focșani / ansamblu Biserica "Sf. Gheorghe Nou" (Biserica armenească) (Categorie: structură de cult/religioasă) (Tip: Biserică) | municipiul Focșani                | str. Cotești nr. 22                                 | sec. XVII - XVIII                       |            | 45°43′00″N 27°11′00″E / 45.71667°N 27.18333°E | Încărcați imagine | Raportați eroare |
| 174753.01.01 (Cod LMI: VN-I-s-B-06339)     | Așezarea neolitică de la Focșani / ansamblu anonim (Categorie: locuire civilă) (Tip: Așezare)                                                                                      | municipiul Focșani                | Bariera Cotești                                     | Starčevo - Criș                         |            |                                               | Încărcați imagine | Raportați eroare |